# Lista de planetas no Universo Elevação (David Brin)
Lista de planetas fictícios do Universo Uplift, de David Brin.
- Calafia [P 1]
- Cathrhennlin
- Deemi
- Garth — Um planeta cujo ecossistema foi devastado pelos Bururalli, e que foi cedido à Terra para colonização. [P 2]
- Horst
- Jijo — Planeta que foi deixado em repouso pelo Instituto de Navegação, mas que foi colonizado ilegalmente por várias raças.[P 3][P 4]
- Jophekka
- Juthtath
- Kazzkark — Asteróide, onde ocorre boa parte de Heaven's Reach (quase toda ação que não ocorre dentro de naves espaciais)
- Kithrup — Planeta aquático, rico em metais, anomalamente orbitando uma estrela pobre em metais, onde a espaçonave Streaker se refugiou, nos eventos descritos em Startide Rising.[P 5]
- NuDawn
- Oakka
- Omnivarium
- Tanith
- Urchachka